# Кренделев, Фёдор Петрович
Фёдор Петро́вич Кре́нделев (5 февраля 1927 — 17 апреля 1987) — советский учёный, геолог; член-корреспондент Академии наук СССР.

## Биография
В 1950 году окончил Московский геологоразведочный институт им. С. Орджоникидзе. Затем до 1956 года работал геологом в Болгарии. В 1957 году вступил в КПСС. В 1958 окончил аспирантуру.
С 1964 по 1973 годы был заведующим лабораторией геохимии экзогенных процессов Институте геологии и геофизики СО АН СССР.
В 1968 году Кренделеву была присвоена степень доктора геолого-минералогических наук. С 1973 по 1980 был директором Геологического института Бурятского филиала АН СССР. С 1975 по 1980 занимал должность заместителя председателя Президиума Бурятского филиала АН СССР.
С 1981 по 1987 годы руководил Читинским институтом природных ресурсов СО АН СССР. 26 декабря 1984 года был избран членом-корреспондентом Академии наук СССР по специальности «минералогия, петрография, геология».

## Научные достижения
Участник открытия ряда месторождений стратегического сырья. Составил первую карту Удоканского месторождения. Является руководителем разработки и создателем новой методики гамма-спектрометрического анализа.

## Награды
- Орден «Знак Почёта» (1962)[1];
- Орден «Знак Почёта» (1982)[1];
- Медаль «За строительство Байкало-Амурской магистрали»[2];
- Медаль «Ветеран труда»[2];
- Медаль «За доблестный труд. В ознаменование 100-летия со дня рождения Владимира Ильича Ленина»[2];
- Почётный знак «Заслуженный ветеран СО АН СССР»[2];
- Почётная грамота Президиума Верховного совета БАССР[2];